# Rovio Entertainment
Rovio Entertainment или Rovio (в переводе с финского — костёр) — финский разработчик компьютерных игр с офисом в городе Эспоо. Компания была основана в 2003 году как студия разработки мобильных игр Relude, а в 2005 году была переименована в Rovio. Компания наиболее известна своей игровой франшизой Angry Birds. Принадлежит японской холдинговой компании Sega Sammy Holdings.

## История
В 2003 году трое студентов Хельсинкского технологического университета Никлас Хед, Ярно Вякевяйнен и Ким Дикерт приняли участие в конкурсе разработки мобильных игр на демопати Assembly, организованной компаниями Nokia и HP. Победив с игрой King of the Cabbage World, они создали компанию Relude. Игра была продана студии Sumea (ныне принадлежит Digital Chocolate) и переименована в Mole War, став первой в мире коммерческой мобильной многопользовательской игрой в режиме реального времени.
Поначалу компания разрабатывала игры для платформы J2ME. Это были хардкорные игры с элементами насилия и ужасов, а также гонки и шутеры. В основном компания разрабатывала игры для крупных издателей, среди них проекты Need for Speed, Burnout, SWAT.
В январе 2005 года Relude получила первый раунд инвестиций от бизнес-ангела и изменила своё название на Rovio Mobile.
В 2008 году Rovio выпустила игру Bounce Tales.
В декабре 2009 года Rovio выпустила игру Angry Birds — аркаду для iPhone. С тех пор серия игр суммарно была скачана более миллиарда раз, 25 % из которых приходится на платные версии. Angry Birds стала самой продаваемой игрой в App Store.
В марте 2011 года Rovio получила 42 млн долларов финансирования от Accel Partners, Atomico и Felicis Ventures. В июле 2011 года компания изменила своё название на Rovio Entertainment Ltd.
В марте 2012 года Rovio приобрела студию Futuremark Games Studio — подразделение разработки игр компании Futuremark.
22 марта 2012 вышла новая игра из серии Angry Birds — Angry Birds Space.
В 2012 году компания планировала открыть на территории Китая около 100 магазинов для борьбы с контрафактной продукцией Angry Birds (с 2011 года в городе Чанша действует пиратский парк).
В июле 2012 года Rovio выпустила игру Amazing Alex — головоломку для iOS и Android.
8 ноября 2012 года Rovio выпустила Angry Birds Star Wars, продолжение серии знаменитой игры Angry Birds.
27 сентября 2012 года Rovio выпустила игру Bad Piggies, в главной роли в которой свиньи из Angry Birds.
12 марта 2013 года Rovio выпустила по мотивам мультфильма DreamWorks Animation «Семейка Крудс» одноимённую игру «Семейка Крудс».
16 марта 2013 года Rovio начала создание мультсериала по мотивам Angry Birds — Angry Birds Toons. Уже сняты и показаны первые три сезона, четвёртый находится в разработке.
18 сентября 2013 года вышло продолжение серии про «Звёздные войны» — Angry Birds Star Wars 2.
30 июля 2015 года Rovio выпустила продолжение своего известнейшего продукта — Angry Birds 2.
10 марта 2016 года было открыто бета-тестирование новой игры Battle Bay. Официальная версия вышла во всём мире 4 мая 2017 г.
12 мая 2016 Rovio совместно с Sony Pictures Entertainment выпустила полнометражный мультфильм «Angry Birds в кино». 2 мая 2019 года вышел его сиквел, «Angry Birds 2 в кино».
10 марта 2022 года Rovio объявила о том, что её игры перестали быть доступны в магазинах приложений на территории России и Белоруссии.
17 апреля 2023 года Sega объявила о намерении приобрести Rovio Entertainment к концу сентября 2023 года за 776 миллионов долларов США. Комментируя сделку, Sega заявила, что её решение о приобретении было принято в связи с необходимостью «укрепить свои позиции» на рынке мобильных игр. Но продана компания была раньше, в середине августа 2023 года.

## Игры

### 2003—2009
До создания первой части Angry Birds компания разработала 51 игру, среди которых как проекты по заказу других компаний, так и по лицензии и собственные оригинальные игры.
- Bounce Boing Voyage для N-Gage (2008)
- Bounce Evolution для Nokia N900 (2009)
- Bounce Tales для Java ME (2008)
- Bounce Touch для Symbian^1 (2008)
- Burger Rush для Java ME (2008)
- Burnout для Java ME (2007)
- Collapse Chaos для Java ME (2008)
- Cyber Blood для Java ME (2006)
- Darkest Fear для Java ME (2005), iOS (2009)
- Darkest Fear 2: Grim Oak для Java ME (2006)
- Darkest Fear 3: Nightmare для Java ME (2006)
- Desert Sniper для Java ME (2006)
- Dragon & Jade для Java ME (2007)
- Formula GP Racing для Java ME (2005)
- Gem Drop Deluxe для Java ME (2008)
- Marine Sniper для Java ME (2007)
- Mole War для Java ME (2004)
- Need for Speed: Carbon — Java ME (2006)
- Paid to Kill для Java ME (2004)
- Paper Planes для Java ME (2008)
- Patron Angel для Java ME (2007)
- Playman Winter Games для Java ME (2005)
- Shopping Madness для Java ME (2007)
- Space Impact: Meteor Shield для Nokia N97 (2010)
- Star Marine для Java ME (2007)
- Sumea Ski Jump для Java ME (2007)
- SWAT Elite Troops для Java ME (2008)
- Totomi для iOS, Flash, Java ME (2008)
- US Marine Corps Scout Sniper для Java ME (2006)
- War Diary: Burma для Java ME (2005)
- War Diary: Crusader для Java ME (2005)
- War Diary: Torpedo для Java ME (2005)
- Wolf Moon для Java ME (2006)
- X Factor 2008 для Java ME (2008)

### 2009 — настоящее время
| Год  | Название                        | Платформы | Платформы | Платформы | Платформы |
| Год  | Название                        | Android   | iOS       | PC        | WP        |
| ---- | ------------------------------- | --------- | --------- | --------- | --------- |
| 2009 | Angry Birds                     | Да        | Да        | Да        | Да        |
| 2010 | Angry Birds Seasons             | Да        | Да        | Да        | Да        |
| 2011 | Angry Birds Rio                 | Да        | Да        | Да        | Да        |
| 2012 | Angry Birds Space               | Да        | Да        | Да        | Да        |
| 2012 | Amazing Alex                    | Да        | Да        | Да        | Да        |
| 2012 | Bad Piggies                     | Да        | Да        | Да        | Да        |
| 2012 | Angry Birds Star Wars           | Да        | Да        | Да        | Да        |
| 2013 | The Croods                      | Да        | Да        | Да        | Нет       |
| 2013 | Angry Birds Friends             | Да        | Да        | Да        | Нет       |
| 2013 | Angry Birds Star Wars II        | Да        | Да        | Да        | Да        |
| 2013 | Angry Birds Go!                 | Да        | Да        | Нет       | Да        |
| 2013 | Tiny Thief                      | Да        |           |           |           |
| 2014 | Angry Birds Epic                | Да        | Да        | Нет       | Да        |
| 2014 | Angry Birds Stella              | Да        | Да        | Нет       | Да        |
| 2014 | Angry Birds Transformers        | Да        | Да        | Нет       | Нет       |
| 2015 | Angry Birds POP!                | Да        | Да        | Нет       | Нет       |
| 2015 | Angry Birds 2                   | Да        | Да        | Да        | Нет       |
| 2015 | Nibblers                        | Да        | Да        | Нет       | Нет       |
| 2015 | Love Rocks Starring Shakira     | Да        | Да        | Нет       | Нет       |
| 2015 | Angry Birds Fight!              | Да        | Да        | Нет       | Нет       |
| 2016 | Angry Birds Action!             | Да        | Да        | Нет       | Нет       |
| 2016 | Angry Birds Blast!              | Да        | Да        | Нет       | Нет       |
| 2017 | Battle Bay                      | Да        | Да        | Нет       | Нет       |
| 2017 | Angry Birds Evolution           | Да        | Да        | Нет       | Нет       |
| 2017 | Angry Birds Match               | Да        | Да        | Нет       | Нет       |
| 2019 | Angry Birds Dream Blast         | Да        | Да        | Нет       | Нет       |
| 2019 | Angry Birds VR/AR: Isle of Pigs | Да        | Да        | Да        | Нет       |
| 2019 | Sugar Blast                     | Да        | Да        | Нет       | Нет       |
| 2020 | Small Town Murders: Match 3     | Да        | Да        | Нет       | Нет       |
| 2021 | Angry Birds Reloaded            | Нет       | Да        | Нет       | Нет       |
| 2022 | Angry Birds Journey             | Да        | Да        | Нет       | Нет       |
| 2022 | Rovio Classics: Angry Birds     | Да        | Да        | Нет       | Нет       |
| 2023 | Angry Birds Kingdom             | Да        | Нет       | Нет       | Нет       |
| 2023 | Bad Piggies 2                   | Да        | Да        | Нет       | Нет       |
| 2025 | Sonic Rumble                    | Да        | Да        | Да        | Нет       |
| 2025 | Sonic Blitz                     | Да        | Да        | Нет       | Нет       |

## Сериалы
- Angry Birds Toons (2013—2016)
- Piggy Tales (2014—2019)
- Angry Birds Stella (2014—2016)
- Angry Birds Blues (2017)
- Angry Birds BirLd Cup (2018)
- Angry Birds Zero Gravity (2018)
- Angry Birds on the Run (2018—2020)
- Angry Birds MakerSpace (2019-н. в.)
- Angry Birds Slingshot Stories (2020-н.в.)
- Angry Birds Bubble Trouble (2020—2021)
- Angry Birds: Summer Madness (2022-н. в.)

## Фильмы
- «Angry Birds в кино» (2016)
- «Angry Birds 2 в кино» (2019)
- «Angry Birds 3 в кино» (2027)

## Отзывы
В 2011 году тогдашний Президент Российской Федерации Дмитрий Медведев поблагодарил студию за игру Angry Birds на XV Петербургском международном экономическом форуме:

Прежде чем я скажу какие-то политические вещи, хотел бы поблагодарить господина Вестербака за то, что он создал занятие для огромного количества чиновников, которые теперь знают, чем заниматься в свободное время, и не в свободное время. Я это неоднократно наблюдал, я не помню, сколько вышло продуктов Angry Birds, но, по всей вероятности, они будут появляться с завидной регулярностью. Я желаю таких же успехов и другим коллегам, особенно, конечно, представителям российского сегмента, которые демонстрируют в последнее время блестящие успехи.